# Heinrich V. (Bayern)
Heinrich I. von Luxemburg (* um 960; † 27. Februar 1026) war von 998 bis 1026 Graf von Luxemburg und als Heinrich V. von 1004 bis 1009 und wieder von 1017 bis 1026 Herzog von Bayern.

## Leben
Heinrich war der Sohn des Grafen Siegfried von Luxemburg († 998) vom Moselgau und der Hadwig († 992). Er stand schon mit Kaiser Otto III., den er auf einer Reise nach Venedig begleitete, in engerer Verbindung und verdankte wohl dessen Gunst noch bei Lebzeiten seines Vaters die Verwaltung des großen Ardennengaues. Zwischen 993 und 996 erhielt er die Vogtei der reichen Abtei St. Maximin in Trier, später auch die Vogtei des Klosters Echternach. Heinrichs Schwester Kunigunde war verheiratet mit König Heinrich II. († 1024), durch dessen Gunst er am 21. März 1004 das Herzogtum Bayern erhielt. Im selben Jahr nahm Heinrich an einem Feldzug gegen Boleslaw I. Chrobry teil. Im Jahre 1008 erhob er sich gegen seinen Schwager König Heinrich II. und wurde 1009 abgesetzt. Er wurde im Dezember 1017 nach Fürsprache der Erzbischöfe Heribert von Köln und Poppo von Trier erneut als Herzog von Bayern eingesetzt. Heinrich setzte sich nach dem Tod Kaiser Heinrichs II. für die Wahl des Saliers Konrad II. zum deutschen König ein.
Er wurde vermutlich in Osterhofen in Niederbayern beigesetzt.